# Sun International
Sun International Hotels Limited es una cadena de hoteles y casinos sudafricana fundada por el empresario Sol Kerzner, conocida por el Sun City Resort, cerca de Rustenburg en la provincia del Noroeste. Especializada en juegos, hostelería y entretenimiento, la empresa posee el 42,5 % del mercado de casinos de Sudáfrica. Sun International Hotels tiene su sede en las Bahamas, en Paradise Island, que es el complejo isleño más grande del mundo, el 70 % del cual es propiedad de la compañía. También tienen participación en el complejo Sun Monticello en Chile.
Fue fundada en 1967 y tiene su oficina central en Sandton, Johannesburgo.

## Historia
El negocio hotelero tiene sus raíces en 1969, South African Breweries y el empresario sudafricano Sol Kerzner unieron fuerzas, creando así la Southern Sun Hotel Company.
En 1983, Southern Sun Hotels operaba 35 hoteles y generaba un ingreso neto de 35 millones de dólares. En ese momento, South African Breweries divide sus intereses hoteleros en dos: Sun International, encabezada por Sol Kerzner, retuvo todos los hoteles con casino ubicados en las áreas que Sudáfrica había designado como "patrias independientes" y tenía a Southern Sun como un accionista del 20 %. Sol Kerzner vendió toda su participación en Southern Sun para concentrarse en Sun International (Sudáfrica). Southern Sun retuvo los otros hoteles de la compañía en Sudáfrica y se enfocó en el mercado hotelero más que en los casinos.
Para 1984 se fundó Kersaf Investments Limited, una empresa que se interesó mucho en Sun International. Este comienzo fue por un esquema de arreglo, tal que Sun International formaría una de las subsidiarias de Kersaf. Kersaf se centró más en cines, restaurantes, compras y ocio al principio, pero en los siguientes 20 años, sus intereses en hoteles y casinos aumentaron, y poco a poco Kersaf comenzó a deshacerse de sus otros intereses y a adquirir más participación en Sun International.
Después del fin del apartheid en Sudáfrica en 1994, las denominadas patrias se reintegraron a la nueva Sudáfrica. Esto permitió a Southern Sun desarrollar sus propios complejos de juegos y comenzó a competir cada vez más con Sun International. En 2000, Southern Sun vendió su participación en Sun International a Kersaf Investments Limited, que luego continuó adquiriendo participaciones minoritarias en Sun International. En 2004, Kersaf Investments Limited se fusionó con Sun International para formar Sun International Limited, la empresa que existe en la actualidad. A partir de 2017, Sun International Limited posee o participa en 19 hoteles, casinos y complejos turísticos internacionales.

## Propiedades

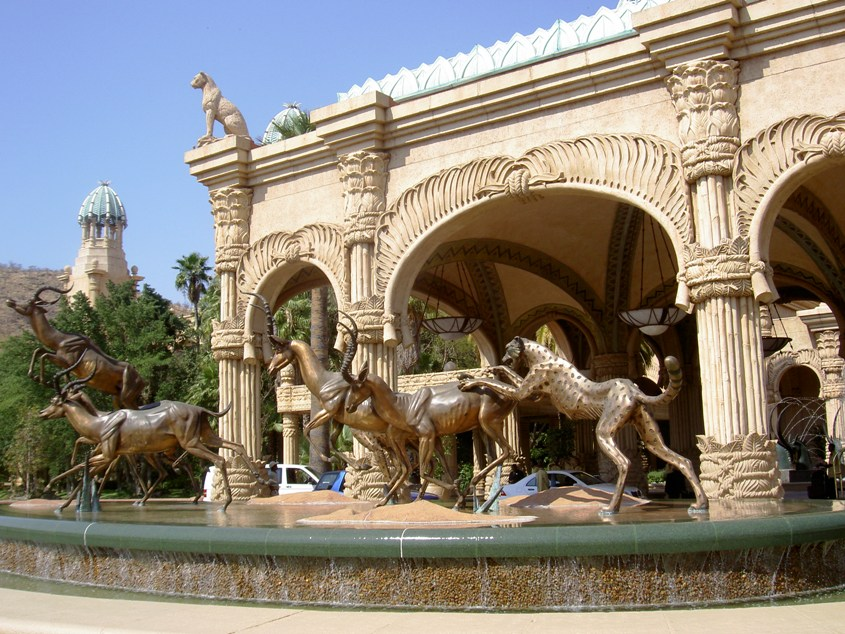
Sun City

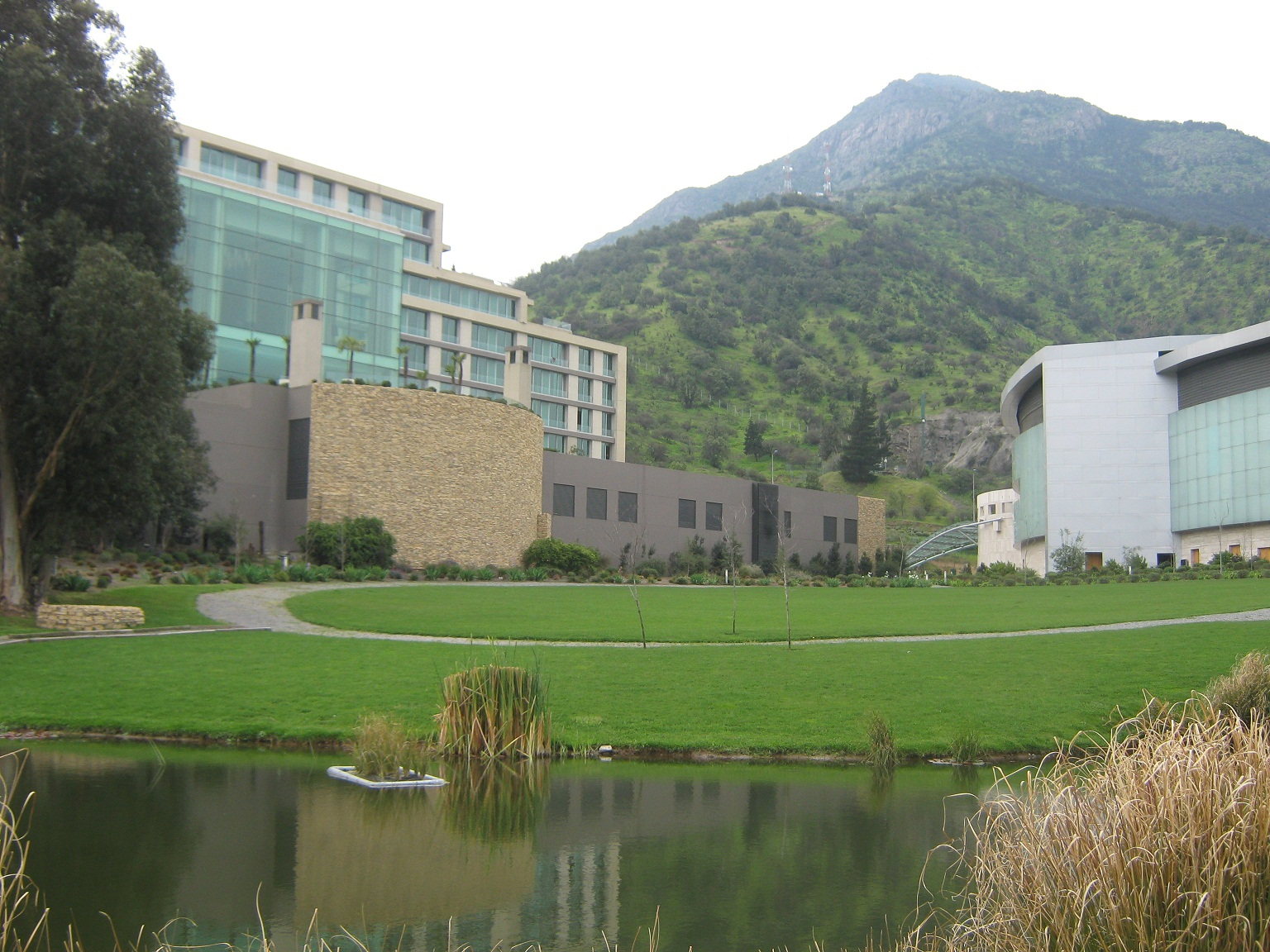
Hotel Monticello en Chile

Hoy en día, los servicios de Sun International incluyen complejos turísticos integrados, hoteles de lujo, casinos y máquinas tragamonedas.
| País        | Propiedad                                                    |
| ----------- | ------------------------------------------------------------ |
| Nigeria     | Hotel Federal Palace                                         |
| Suazilandia | Lugogo Sun                                                   |
| Suazilandia | Royal Swazi Spa                                              |
| Sudáfrica   | Carnival City Casino and Entertainment World                 |
| Sudáfrica   | Flamingo Casino                                              |
| Sudáfrica   | The Golden Valley Casino                                     |
| Sudáfrica   | Meropa Casino and Entertainment World                        |
| Sudáfrica   | Naledi Sun                                                   |
| Sudáfrica   | Sibaya Casino and Entertainment Kingdom                      |
| Sudáfrica   | Sun City                                                     |
| Sudáfrica   | Wild Coast Sun                                               |
| Sudáfrica   | Windmill Casino and Entertainment Centre                     |
| Sudáfrica   | The Carousel Casino and Entertainment World                  |
| Sudáfrica   | Time Square Casino                                           |
| Sudáfrica   | The Boardwalk Casino and Entertainment World                 |
| Sudáfrica   | Sun Slots (rutas de máquinas tragamonedas de pago limitadas) |

Adicionalmente, Sun International tiene parte de la propiedad (junto a la empresa austriaca Novomatic, el holding francés International Group of Gaming and Resorts (IGGR) y el Grupo Admiral) del Sun Monticello, ubicado a 45 minutos de Santiago de Chile. Posee un casino, un hotel, un centro de eventos, una discoteca y restaurantes.
Los destinos de Sun International son reconocidos por albergar una amplia gama de eventos deportivos y musicales locales e internacionales, así como otras reuniones sociales de alto perfil. El Sun City Resort acoge anualmente el certamen de Miss Sudáfrica y el Nedbank Golf Challenge.